# Отдельный Оренбургский корпус
Отдельный Оренбургский корпус — корпус российской армии, существовавший в 1816—1864 годах.

## Состав
Отдельный Оренбургский корпус был создан в декабре 1816 года в составе 29-й пехотной дивизии (1-я бригада со штабом в Оренбурге — Оренбургский гарнизонный 3-х батальонный полк, Орский гарнизонный батальон, подвижная инвалидная полурота №52, в 1829 году Оренбургский полк был разделен на Оренбургский гарнизонный 2-х батальонный полк и Уральский гарнизонный батальон; 2-я бригада со штабом в Кизильской крепости — Кизильский, 1-й, 2-й, 3-й линейные Оренбургские гарнизонные батальоны; 3-я бригада со штабом в Верхнеуральской крепости — Верхнеуральский, Троицкий, Звериноголовский и 4-й линейный Оренбургский гарнизонные батальоны) и Оренбургского, Уральского, Ставропольского калмыцкого, Башкирского, Мещерякского казачьих войск. В корпус также входили 14-я гарнизонная артиллерийская бригада, 57-я легкая артиллерийская рота (до 1819 года, затем — казачьи конные артиллерийские роты №10 и №11) инженерные команды, окружной арсенал, военно-рабочая рота №25, оренбургская инвалидная команда, 12 инвалидных команд в городах, 2 этапные команды, Неплюевское военное училище. 
В 1829 году все гарнизонные батальоны корпуса были переименованы в линейные батальоны, их стало 16, к 1850-м годам их число сократилось до 10.
В пехоту корпуса зачислялись провинившиеся офицеры и нижние чины, а также участники польского восстания 1830-го года. 
В 1839 году в пехоте корпуса было 9553 человек, в кавалерии — 106 192 человек, в артиллерии 974 — человек.

## Служба
Корпус обеспечивал охрану Оренбургской пограничной укреплённой линии от нападений киргиз-кайсаков (казахов), участвовал в Хивинском походе 1839-40 годов, во взятии Ак-Мечети в 1853 году.

## Расформирование
6 августа 1864 года корпус был переименован в Войска Оренбургского края, которые были в 1865 году расформированы в связи с образованием Оренбургского военного округа.

## Командиры
- П. Эссен (1817—1830)
- П. Сухтелен (1830—1833)
- В. Перовский (1833—1842)
- В. Обручев (1842—1851)
- В. Перовский (1851—1857)
- А. Катенин (1857—1860)
- А. Безак (1860—1864)[2]